# 초롱이의 옛날여행의 에피소드 목록 (1994년)
이 문서에서는 대한민국의 방송사 한국방송공사의 KBS 2TV에서 만화 프로그램으로 방송된 《초롱이의 옛날여행》  1994년 에피소드 목록을 나열한다.

## 에피소드 목록
| 회차 | 방송일    | 부제                               | 비고 |
| 11화 | 1월 7일   | 민족의 영웅 이순신(상)             |      |
| 12화 | 1월 14일  | 민족의 영웅 이순신(하)             |      |
| 13화 | 1월 21일  | 가야의 혼 우륵                     |      |
| 14화 | 1월 28일  | 발해의 시조 대조영                 |      |
| 15화 | 2월 4일   | 율곡과 신사임당                    |      |
| 16화 | 2월 11일  | 익살과 해학의 명정승 이항복        |      |
| 17화 | 2월 18일  | 고려의 큰별 강감찬                 |      |
| 18화 | 2월 25일  | 청렴한 명정승 황희                 |      |
| 19화 | 3월 4일   | 자주 독립의 꽃 유관순              |      |
| 20화 | 3월 11일  | 민족의 지도자 김구(상)             |      |
| 21화 | 3월 18일  | 민족의 지도자 김구(하)             |      |
| 22화 | 3월 25일  | 녹두 장군 전봉준                   |      |
| 23화 | 4월 1일   | 토정비결 이지함                    |      |
| 24화 | 4월 8일   | 자유를 그린 천재 장승업            |      |
| 25화 | 4월 15일  | 땀으로 이룬 명필 한석봉            |      |
| 26화 | 4월 22일  | 문무 겸비의 명왕 성왕              |      |
| 27화 | 4월 29일  | 고구려의 기상 고선지               |      |
| 28화 | 5월 6일   | 어린이의 벗 소파 방정환            |      |
| 29화 | 5월 13일  | 화포장군 최무선                    |      |
| 30화 | 5월 20일  | 불교 대중화의 선구자 원효대사      |      |
| 31화 | 5월 27일  | 죽음으로 지킨 충절 성삼문과 사육신 |      |
| 32화 | 6월 3일   | 추사 김정희                        |      |
| 33화 | 6월 10일  | 선덕여왕                           |      |
| 34화 | 6월 17일  | 자주 민족의 자부심 묘청            |      |
| 35화 | 6월 24일  | 민족의 횃불 안중근                 |      |
| 36화 | 7월 1일   | 꿈을 그린 화가 안견                |      |
| 37화 | 7월 8일   | 문장의 대가 최치원                 |      |
| 38화 | 7월 15일  | 삼별초와 배중손                    |      |
| 39화 | 7월 22일  | 호국 불교의 선봉장 사명대사        |      |
| 40화 | 7월 29일  | 나라사랑에 바친 과학 우장춘        |      |
| 41화 | 8월 5일   | 황금을 돌같이 최영                 |      |
| 42화 | 8월 12일  | 조국 사랑의 환상곡 안익태          |      |
| 43화 | 8월 19일  | 자유를 향한 비행 안창남            |      |
| 44화 | 8월 26일  | 성리학의 대가 이황                 |      |
| 45화 | 9월 2일   | 홍길동전과 허균                    |      |
| 46화 | 9월 9일   | 삼국 통일의 기틀을 다진 이사부     |      |
| 47화 | 9월 16일  | 안시성의 투혼 양만춘               |      |
| 48화 | 9월 23일  | 한국 영화의 선각자 나운규          |      |
| 49화 | 9월 30일  | 청산리 대첩의 영웅 김좌진          |      |
| 50화 | 10월 7일  | 끝없는 한글 사랑 주시경            |      |
| 51화 | 10월 14일 | 현대 의학의 선구자 지석영          |      |
| 52화 | 10월 21일 | 따뜻한 사랑의 실천 문익점          |      |